# 7-Zip
۷-زیپ (به انگلیسی: 7-Zip) نرم‌افزاری آزاد و متن‌باز در زمینهٔ بایگانی کننده پرونده و فشرده‌سازی داده‌ها است که برای سیستم‌عامل‌های ویندوز، گنو/لینوکس، مک اواس ده گسترش پیدا می‌کند. فرمت اصلی که ۷-زیپ برای فشرده‌سازی استفاده می‌کند ‎.۷z است. ۷-زیپ از الگوریتم‌های مختلف فشرده‌سازی و همین‌طور فرمت‌های مختلف فشرده و غیر فشرده پشتیبانی می‌کند.